# تجمع رأس التين (رام الله)
تجمع رأس التين هو تجمع بدوي فلسطيني يقع شرق رام الله في الضفة الغربية المحتلة، وتحديدًا في المنطقة المصنفة "ج" من قبل الاحتلال الإسرائيلي. يُقدّر عدد سكانه بنحو 350 شخصًا، موزعين على حوالي 40 عائلة، يعتمدون بشكل رئيسي على الرعي وتربية المواشي كمصدر رزقهم الأساسي. يعيشون في خيام وبركسات، ويملكون جرارات زراعية لتوفير المياه لمواشيهم.

## معاناة مستمرة من الاحتلال والمستوطنين
منذ سنوات، يعاني سكان رأس التين من سياسات الاحتلال الإسرائيلي التي تهدف إلى تهجيرهم من أراضيهم. في عام 2015، هدمت السلطات الإسرائيلية منزلين وحظيرتين من حظائر المواشي، مما أدى إلى تهجير أسرتين تضم 11 فردًا، بينهم سبعة أطفال. وفي سبتمبر 2020، هدمت السلطات الإسرائيلية مرتين سقف المدرسة الوحيدة في التجمع، والتي كان العمل قد بدأ على بنائها قبل شهر من ذلك، وصادرت الطاولات والمقاعد ومواد البناء، مما ألحق الضرر بنحو 50 طفلًا. وفي ديسمبر 2020، صادرت السلطات الإسرائيلية حظيرة مواشٍ في التجمع، مما ألحق الضرر بسبل عيش أسرة فلسطينية تضم أربعة أفراد، بينهم طفل.
في أغسطس 2022، أفاد مكتب الأمم المتحدة لتنسيق الشؤون الإنسانية (أوتشا) بمغادرة حوالي 100 شخص من تجمع رأس التين بسبب ظروفهم المعيشية التي أصبحت لا تطاق بسبب إجراءات قسرية مرتبطة بالاحتلال الإسرائيلي. غادرت 19 أسرة فلسطينية تتألف من حوالي 100 شخص، معظمهم من الأطفال، التجمع وانتقل معظمهم إلى المنطقة "ب".

## مدرسة رأس التين: رمز للصمود والتحدي
في عام 2020، تم بناء مدرسة "رأس التين" الأساسية في التجمع، بدعم أوروبي عبر مؤسسة GVC الإيطالية، لتوفير التعليم للأطفال في المنطقة. لكن سلطات الاحتلال أصدرت قرارًا بهدم المدرسة بحجة أنها تقع في منطقة خاضعة للسيطرة الإسرائيلية الكاملة، ويحظر فيها البناء لأي سبب كان. في أغسطس 2023، اقتحم مستوطنون المدرسة وحطموا نوافذها وخربوا محتوياتها. وفي أغسطس 2023، هدمت جرافات الاحتلال المدرسة بالكامل.

## الوضع الحالي
اليوم، يواجه سكان رأس التين تحديات كبيرة للبقاء في أراضيهم. الاعتداءات المتكررة من قبل المستوطنين، بدعم من قوات الاحتلال، جعلت الحياة في التجمع شبه مستحيلة. العديد من العائلات اضطرت للانتقال إلى مناطق أخرى، لكنهم يواصلون نضالهم للحفاظ على هويتهم وأرضهم.